# KBC Bank
KBC Bank N.V. es un banco belga, dirigido especialmente a clientes privados y pequeñas y medianas empresas. Junto con la banca minorista, la actividad aseguradora y la gestión de activos (con sus filiales KBC Insurance NV y KBC Asset Management NV), KBC participa activamente en los mercados europeos de capital de deuda, en los mercados de valores domésticos y en campo de la banca corporativa, leasing, factoring, reaseguros, e inversiones en Bélgica, Europa Central y Oriental y en otras partes del mundo (especialmente en Europa). KBC es un acrónimo de Kredietbank ABB Insurance CERA Bank.
La compañía matriz, KBC Group N.V., es una de las mayores compañías y el segundo banco asegurador en Bélgica. Es el 18º banco más grande de Europa (por capitalización bursátil) y un actor financiero principal en Europa Central y Oriental, empleando 57.000 trabajadores alrededor del mundo (de los cuales 32.000 en Europa Central, Oriental y Rusia) con 11 millones de clientes en todo el mundo (8 millones en Europa Central y Oriental).
El grupo está controlado por un sindicato de accionistas, pero tiene alrededor de un 42% de su capital flotante en bolsa. Entre sus accionistas estables, CERA/KBC Ancora group controla el 30%, MRBB (una asociación de agricultores) controla alrededor del 12% y un grupo de familias industriales controla otro 12%. El capital flotante ha sido controlado especialmente por inversores institucionales internacionales (cerca de un 45% del Reino Unido y EE. UU.) al final de 2008. Sus acciones se negocian en la bolsa Euronext de Bruselas y en la bolsa de Luxemburgo.

## Historia
En 1889, fue fundado el católico Volksbank van Leuven, el más temprano predecesor del KBC Bank. En 1935, los bancos Algemeene Bankvereeniging y Volksbank van Leuven se fusionaron con el Bank voor Handel en Nijverheid para crear Kredietbank. El Kredietbank fue la única institución financiera belga bajo control flamenco que sobreviviría la crisis financiera de la Gran Depresión durante los años 1930. Fernand Collin, que sería presidente en 1938, concibió una estrategia financiera que llevaría al crecimiento del banco. Definió el Kredietbank como un banco independiente decididamente flamenco que sería un instrumento para el futuro crecimiento económico de Flandes.
Durante la II Guerra Mundial, el banco pudo expandirse y aumentar sus depósitos de la clase media flamenca. Después de la guerra, con la recuperación económica, el Kredietbank consigue aumentar su presencia y número de oficinas en Flandes, convirtiéndose en el tercer banco de Bélgica. La estrategia de postguerra del banco, enfatizó la expansión y el desarrollo de la cartera de inversiones. El banco se expandió en Luxemburgo en 1949 con el Kredietbank S.A. Luxembourgeoise y en Valonia con el establecimiento del Crédit Général de Belgique en 1961.
El Kredietbank se expandió en el Congo Belga. Estableció una filian en Léopoldville en 1952. En 1954 adquirió el Banque Congolaise pour l’Industrie, le Commerce, et l’Agriculture y lo renombró Kredietbank-Congo, En sus últimos años tenía cuatro filiales: en Léopoldville, Bukavu, Elizabethville y Stanleyville. Debido a la situación que surge tras la independencia del Congo Belga en 1960, el banco interrumpió sus operaciones en el Congo en 1966.
En los años sesenta, debido a un aumento de la competencia, el banco trabaja en la expansión de su red de oficinas y en la mejora de los servicios al consumo. En 1966, el banco empieza a construir una red internacional con oficinas en Nueva York, Londres, y las Islas Cayman, y una subsidiaria en Ginebra, el Kredietbank (Suisse) S.A.. En 1970, junto con otros seis bancos europeos, establece el Inter-Alpha Group of Banks.
En 1998, el Kredietbank se fusión con dos instituciones financieras de la Asociación Católica de Agricultores de Bélgica, la aseguradora ABB y el CERA Bank, para formar el 'KBC Bank and Insurance Holding Company'. Desde entonces, el grupo ha expandido significativamente sus actividades, principalmente en Europa Central y Oriental. En 2005, KBC se fusiona con su matriz, Almanij, cambiando su nombre por KBC Group NV.
En la pasada década, KBC ha construido una importante presencia en muchos de los países que se unieron a la Unión Europea el 1 de mayo de 2004 (Polonia, Hungría, República Checa y Eslovaquia) invirtiendo cerca de 7400 millones de euros en nuevas adquisiciones. Más recientemente (2007) ha realizado adquisiciones en Bulgaria (DZI Insurance, DZI Invest y EIBANK), Rumania (KBC Securities Romania, Romstal Leasing y INK Insurance Broker), Rusia (Absolut Bank), Serbia (KBC Banka and Senzal, ahora KBC Securities AD Beograd; Hipobroker, ahora KBC Broker; y Bastion, ahora KBC Securities Corporate Finance) y Eslovaquia (Istrobanka).

## Estructura y principales filiales
KBC Group NV es matriz directa de las siguientes filiales:
- KBC Bank NV
- KBC Insurance NV
- KBC Asset Management NV
- Kredietbank SA Luxembourgeoise
- Value Source Technologies, Chennai, India

El resto de compañías de KBC Group son subsidiarias directamente o indirectamente de estas.

### KBC Bank NV
KBC Bank es la compañía principal. Su principal mercado es Bélgica, donde es uno de los tres mayores bancos, con una cuota de mercado del 20-25% y unos tres millones de clientes (incluyendo a sus subsidiarias). El segundo mercado es Europa Central, asistido mediante filiales en República Checa (ČSOB), Eslovaquia (ČSOB), Hungría (K&H Bank), Polonia (Kredyt Bank) y Eslovenia (Nova Ljubljanska Banka). Con efecto desde julio de 2008, KBC Bank ha adquirido otro banco eslovaco menor, Istrobanka. En todos estos países, excepto Polonia, KBC Bank se encuentra entre los 4 principales bancos por cuota de mercado. Tiene también una presencia sustancial en Irlanda a través de su subsidiaria KBC Bank Ireland (antiguamente IIB Bank), que es un actor principal en el mercado de hipotecas residenciales y corporativas. En total, KBC bank ha establecido una red con presencia en unos treinta países en todo el mundo. En 2007, KBC aumentó su presencia en Europa Oriental con la adquisición de DZI Insurance y CIBank en Bulgaria. 
KBC Project Finance es una subsidiaria de KBC Bank, y es un importante inversor financiero internacional desde 1990. Tiene su sede en Dublín, y sus principales líneas de inversión se dirigen a los sectores de la energía e infraestructuras. Actualmente tiene una cartera de inversiones de unos 5.000 millones de dólares, financiando alrededor de 250 proyectos en todo el mundo.

### Kredietbank SA Luxembourgeoise - European Private Bankers (KBL)
KBL ya no pertenece a KBC desde que este fuera adquirido por Indian Hinduja Group en 2010.